# Marlen Reusser
Marlen Reusser, född den 20 september 1991 i Jegenstorf är en schweizisk professionell landsvägscyklist som framförallt nått stora framgångar i tempolopp.

## Personligt
Utöver att vara professionell cyklist är hon utbildad läkare och hon sitter dessutom (2023) i styrelsen som kassör för De gröna i Emmental

## Meriter
2017
Schweiziska mästerskapen
Vinnare  i individuellt tempolopp
2:a i linjelopp
2018
4:a Chrono Champenois – Trophée Européen
5:a i individuellt tempolopp vid Schweiziska mästerskapen
10:a Chrono des Nations
2019
Schweiziska mästerskapen
Vinnare  i individuellt tempolopp
Vinnare  i linjelopp
Vinnare  individuellt tempolopp vid European Games
Vinnare Ljubljana–Domžale–Ljubljana TT
3:a BeNe Ladies Tour
3:a Chrono Champenois – Trophée Européen
6:a i individuellt tempolopp vid Världsmästerskapen i landsvägscykling
2020
Vinnare  i individuellt tempolopp vid Schweiziska mästerskapen
Världsmästerskapen i landsvägscykling
2:a  i individuellt tempolopp
10:a i linjelopp
Europamästerskapen i landsvägscykling
2:a  lagtempostfett mixed
3:a  individuellt tempoloppp
5:a totalt i Setmana Ciclista Valenciana
7:a Liège–Bastogne–Liège
2021
Europamästerskapen i landsvägscykling
Vinnare  i individuellt tempolopp
7:a i linjelopp
Schweiziska mästerskapen
Vinnare  i individuellt tempolopp
Vinnare  i linjelopp
Vinnare Chrono des Nations
2:a totalt i Challenge by La Vuelta
Vinnare av etapp 1
2:a totalt Holland Ladies Tour
Vinnare av etapp 2 (individuellt tempolopp)
2:a  i individuellt tempolopp vid sommar-OS
2:a   i individuellt tempoloppp vid Världsmästerskapen i landsvägscykling
3:a totalt Tour de Suisse
4:a totalt Ladies Tour of Norway
9:a Flandern runt
2022
Världsmästerskapen i landsvägscykling
Vinnare  lagtempostafett mixed
3:a  individuellt tempolopp
Vinnare  i individuellt tempolopp vid Europamästerskapen i landsvägscykling
Vinnare av etapp 4 i Tour de France
3:a totalt i Bloeizone Fryslân Tour
4:a Brabantse Pijl
5:a Flandern runt
2023
Vinnare Gent–Wevelgem
Vinnare  totalt Itzulia Women
Vinnare  totalt Tour de Suisse
Vinnare av etapp 2 (individuellt tempoloppp)
Världsmästerskapen i landsvägscykling
Vinnare  lagtempostafett mixed
4:a i linjelopp
Vinnare av etapp 8 Tour de France (individuellt tempolopp)
3:a Liège–Bastogne–Liège
5:a Vuelta a Burgos
6:a Brabantse Pijl
7:a Dwars door Vlaanderen
7:a Flandern runt